# Сонні Адольф Ізраїлевич
Со́нні Адо́льф Ізра́їлевич (4 січня 1861, Лейпциг — 8 березня 1922, Київ) — філолог-класик, заслужений ординарний професор Київського університету св. Володимира, доктор грецької словесності, дійсний статський радник.

## Біографія
Народився 4 січня 1861 року в місті Лейпциг в Німеччині, в сім'ї лютеранського пастора. Вищу освіту здобув  у Російській історико-філологічній семінарії при Лейпцизькому університеті (відкрита в 1878 р.), у якій готували вчителів класичних (давніх) мов для російських гімназій (закінчив у 1882 р.) З липня 1882 р. розпочав педагогічну діяльність у Петербурзькій 5-й гімназії, викладаючи давньогрецьку і латинську мови. Потім, два роки провівши у закордонному науковому відрядженні, 6 червня 1887 захищає в Дерптському університеті дисертацію «De Massiliensium rebus quaestiones [Про массілійські спірні речі]» (Дерпт, 1887) на ступінь магістра давньокласичної філології.
З 1 липня 1887 року викладач Київського університета св. Володимира, читаючи лекції на кафедрі класичної філології як приват-доцент, і незабаром, 2 березня 1889 р., за найвищим повелінням був призначений виконувачем обов'язків екстраординарного професора на тій самій кафедрі. 20 травня 1897 р. в Санкт-Петербурзькому університеті А. І. Сонні захищає докторську дисертацію «Ad Dionem Chrisostomum analecta [До фрагментів Діона Хрисостома]» (Київ, 1897), яка, як і магістерська, була написана на латині, за що був удостоєний ступеня доктора класичної філології. 26 липня 1897 року Найвищим наказом по цивільному відомству (№ 61) призначається ординарним професором Київського університету св. Володимира, 21 грудня 1898 затверджений у чині статського радника. У 1907 р. отримує відрядження за кордон «з науковою метою», в лютому 1909 р., після 25-річної вислуги років по відомству Міністерства народної освіти був залишений на посаді ще на 5 років, в березні 1909 — делегат від Київського університету св. Володимира на Міжнародному археологічному конгресі в Каїрі. З 1 січня 1911 «за заслуги» затверджений у чині дійсного статського радника. 1 липня 1912 року міністром народної освіти затверджений у званні заслуженого ординарного професора, у лютому 1914 призначена міністерська пенсія за 30-річну вислугу років у розмірі 3000 руб. на рік. Протягом багатьох років А. І. Сонні був деканом історико-філологічного факультету та професором кафедри класичної філології Вищих жіночих курсів у Києві, читав курс історії давньогрецької літератури на історико-філологічному відділенні вищих жіночих курсів та жіночої гімназії Аделаїди Жекуліної, очолював Київське відділення Товариства класичної філології та педагогіки.
Адольф Ізраїлевич найбільш відомий участю в перекладі разом з Юліаном Кулаковським «Римської історії» (Res gestae) Амміана Марцелліна (Київ, 1906-1908).
Відомий інтерес зберігають роботи Сонні, присвячені міфологічним («До питання про культ єгипетських божеств на північному узбережжі Чорного моря») та етнографічним («Лихо та частка в народній казці») питанням.
У 1910 році Сонні був одним з ініціаторів організації в Києві Археологічного інституту: збереглося запрошення, підписане ним як секретарем групи засновників цього закладу, на ім'я академіка Володимира Іконникова.
Помер від висипного тифу, похований на лютеранській ділянці Байкового кладовища в Києві.

## Автор наукових праць
- Miscellen: Vergil und Trogus // Rheinisches Museum fur Philologie / Herausgegeben von Otto Ribbeck und Fr. Buecheler. Frankfurt am Main, 1886. Bd XLI. S. 473—480.
- De Massiliensium rebus quaestiones: Dissertatio historica. Dorpat: Karow, 1887. 110 S. (рец.: Cauer Fr. Adolf Sonny, De Massiliensium rebus quaestiones: Dissertatio historica. Dorpat: Karow, 1887 // Berliner Philologische Wochenschrift / Herausgegeben von Chr. Belger und O. Seyffert. 1889. № 12. Bd IX. S. 380—382).
- Несколько заметок к Эсхилову «Агамемнону» // Журнал Министерства народного просвещения. 1887. Май. Отд. 2. С. 8-18.
- Александризм и его влияние на римскую литературу (Вступительная лекция, читанная в Университете св. Владимира 12 сентября 1887 г.) // Университетские известия. 1887. № 10. С. 1-12.
- Три греческие эпиграммы в схолии архиепископа Арефы // Филологическое обозрение. 1892. Т. II. Отд. 1. С. 45-48.
- Киевское отделение Общества классической филологии и педагогики // Филологическое обозрение. 1892. Т. II. — Отд. 1. С. 222—224 (конспект выступления на заседании Общества 7.11.1891 про Ovid. Fast. II 192).
- [Рец.] M. V. (sic!) Martialis epigrammata. М. В. Марциала эпиграммы в переводе и с объяснениями А. Фета. Т. I и II. Москва, 1891 г. (XXIII, 933 с.) // Филологическое обозрение. 1892. Т. II. Отд. 2. С. 189—202.
- О культе египетских божеств на северном побережье Черного моря (Реферат) // Чтения в Историческом обществе Нестора Летописца. Киев, 1892. Кн. 6. Отд. 1. С. 16-17.
- Отзыв о сочинении магистранта Г. Павлуцкого «Коринфский архитектурный орден» с 50-ю рис. в тексте и 8-ю фототип. табл., 196 с., Киев, 1891 // Университетские известия. 1893. № 4. С. 37-43.
- К Эсхилу (Agam. 1316—1329 W, 1447 W) // Филологическое обозрение. 1893. Т. IV. Отд. 1. С. 200—201.
- Несколько заметок к «Лягушкам» Аристофана (ст .19-20, 295, 302, 346, 404 sqq, 679 sqq, 914, 1001) // Филологическое обозрение. 1893. Т. IV. Отд. 2. С. 189—194.
- De duobus Agamemnonis Aeschyleae locis // Филологическое обозрение. 1893. Т. IV. Отд. 2. С. 199—202.
- Ad Strattidis (fr. 23 K.) // Филологическое обозрение. 1893. Т. V. Отд. 1. С. 35.
- К Аристофану (Ran. 302.833) // Филологическое обозрение. 1893. Т. V. Отд. 1. С. 35.
- Ad Herodam // Филологическое обозрение. 1893. Т. V. Отд. 1. С. 108—110.
- К вопросу о культе египетских божеств на северном побережье Черного моря // Филологическое обозрение. 1893. Т. V. Отд. 1. С. 53-55 (см. также отзыв: В. В. Латышев. По поводу заметки проф. А. И. Сонни // Там само. С. 140—142).
- Ad Aeschyli Agamemn (v 589 W = 562 K) // Филологическое обозрение. 1894. Т. VI. Отд. 1. С. 17-18.
- Extrema linea (Teren. Eun. 640) // Филологическое обозрение. 1894. Т. VI. Отд. 1. С. 68-71.
- De libelli [46] peri aretwn kai kakiwn codice Mosquensi // Филологическое обозрение. 1894. Т. VII. Отд. 1. С. 97-102.
- [Рец.] I. M. Stowasser. Lateinisch-Deutsches Schulwurterbuch. Wien, 1894 (XX, 1092 pp.) // Филологическое обозрение. 1894. Т. VII. Отд. 2. С. 219—227.
- Ad Herodam (I 78, IV 35 sqq) // Филологическое обозрение. 1895. Т. VIII. Отд. 1. С. 108—110.
- Corrigendum (Herodam IV 36) // Филологическое обозрение. 1895. Т. VIII. Отд. 1. С. 201.
- К Катуллу (64, 401) // Филологическое обозрение. 1895. Т. IX. Отд. 1. С. 26.
- О названии коринфского архитектурного ордена // Филологическое обозрение. 1895. Т. IX. Отд. 1. С. 40.
- К Катуллу (37, 10; 112) // Филологическое обозрение. 1895. Т. IX. Отд. 1. С. 165—168.
- [Рец.] J. Poppelreuter. De comoediae atticae primordiis particulare duac. Diss. inaug., Berolini, 1895, 95 p. // Филологическое обозрение. 1895. Т. IX. Отд. 2. С. 8-14.
- Ad Dionem Chrisostomum analecta (Scripsit Athaulfus Sonny) // Университетские известия. 1897. Январь. C. I—VI, 1-48; Февраль. С. 49-72; Март. С. 73-104; Апрель. С. 105—130; Май. С. 133—208; Июнь. С. 209—242, II (отдельный оттиск: Киев, 1897).
- К характеристике Диона Хрисостома // Филологическое обозрение. 1898. Т. XIV. Отд. 1. С. 13-36 («автореферат» докторской диссертации).
- Ad thesaurum proverbiorum Romanorum subindenda // Филологическое обозрение. 1899. Т. XVI. Отд. 1. С. 3-16, 133—146.
- [Рец.] U. Wilcken. Die griechischen Papirusurkunden. Berlin, P. Reimer, 1897 (60 стр.) // Филологическое обозрение. 1899. Т. XVI. Отд. 2. С. 11-16.
- [Рец.] K. Buecher. Arbeit und Rhythmus: Zweite stark vermehrt te Auflage. Leipzig, 1899 (VIII+412 стр.) // Филологическое обозрение. 1899. Т. XIX. Отд. 2. С. 46-50.
- [Рец.] Томас Мор. Утопия (De optimo rei publici [sic!] statu deque nova Insula Utopia Libri duo illustris viri Thomae Mori Regni, britanniarum cancellari) / Пер. с лат. А. Г. Генкеля при участии Н. А. Макшеевой, СПб, 1903 // Журнал Министерства народного просвещения. 1905. Апрель. Отд. крит. и библиогр. С. 379—393.
- Отзыв о сочинении магистра С. Д. Пападимитриу «Феодор Продром: Историко-литературное исследование», Одесса, 1905, представленное на соискание степени доктора греческой словесности // Университетские известия. 1906. № 8. С. 1-10 (в соавторстве с Ю. А. Кулаковским).
- Горе и доля в народной сказке // Университетские известия. 1906. № 10. С. 1-64 (статья перепечатана: Eranos: Сборник статей по литературе и истории в честь заслуженного профессора Императорского Университета св. Владимира Николая Павловича Дашкевича. Киев, 1906. С. 361—425).
- Иосиф Андреевич Лециус // Университетские известия. 1913. № 12. С. 206—207.
- Аристофан и аттический разговорный язык: По поводу книги Д. П. Шестакова «Опыт изучения народной речи в комедии Аристофана», Казань, 1913 // Журнал Министерства народного просвещения. 1916. Январь. Отд. классич. филол. С. 6-34; Февраль. С. 35-90 (есть отдельный оттиск).

## Нагороди та відзнаки
- Імператорський орден Святого Рівноапостольного князя Володимира 3-го ст (1914) і 4-го ст. (1908),
- Орден Святої Анни 2-го (1904) і 3-го ст. (1896),
- Орден Святого Станіслава 2-го, 3-го і 4-го ст.(1891, 1900, 1917).